# نووو سلو (لسکوواتس)
نووو سلو (به صربی: Novo Selo) یک منطقهٔ مسکونی در صربستان است که در لسکواس واقع شده‌است. نووو سلو ۱۲۰ نفر جمعیت دارد.